# Karolína Pilsová
Karolína Pilsová, rozená Olšarová (* 28. června 1993) je česká šachová mezinárodní velmistryně (WGM). Šachu se věnuje od dětství, přivedl ji k němu její otec Jaroslav Olšar, reprezentant v šachu zrakově handicapovaných. Její sestrou je mezinárodní šachová velmistryně Tereza Rodshtein. Je členkou oddílu ŠK Slavoj Poruba. V roce 2018 překonala hranici 2300 FIDE Elo bodů a stala se tak českou ženskou šachovou jedničkou.

## Tituly
V roce 2008 získala titul WFM, v roce 2010 titul WIM a v roce 2018 titul WGM.

## Soutěže jednotlivkyň
Roku 2011 se stala mistryní České republiky v šachu, v roce 2017 a 2014 obsadila druhé a v roce 2013 třetí místo. Mistrovství České republiky v bleskovém šachu žen vyhrála v roce 2015, v roce 2016 a 2012 získala bronz.

## Soutěže družstev
Čtyřikrát (2012, 2014, 2016 a 2018) reprezentovala Českou republiku na šachových olympiádách žen, třikrát (2011, 2013 a 2015) na Mistrovství Evropy družstev žen a v letech 2010 a 2016 na Mitropa Cupu žen.

### Šachové olympiády žen
Na čtyřech šachových olympiádách žen získala celkem 14,5 bodů ze 33 partií.
| Rok  | Olympiáda | Místo    | Deska | ELO  | Počet bodů | Odehráno partií | individuální umístění | umístění družstva |
| ---- | --------- | -------- | ----- | ---- | ---------- | --------------- | --------------------- | ----------------- |
| 2012 | 40.       | Istanbul | 5.    | 2267 | 3,0        | 7               | 459.                  | 27.               |
| 2014 | 41.       | Tromsø   | 2.    | 2237 | 5,0        | 10              | 259.                  | 21.               |
| 2016 | 42.       | Baku     | 3.    | 2255 | 2,0        | 7               | 557.                  | 51.               |
| 2018 | 43.       | Batumi   | 1.    | 2303 | 4,5        | 9               | 341.                  | 21.               |

### Česká šachová extraliga
V České šachové extralize odehrála celkem 3 partie v sezóně 2013/14 v družstvu Agentura 64 Grygov.
| Sezona  | Klub               | Elo  | Deska | Počet bodů | Odehráno partií | Procentuální úspěšnost |
| ------- | ------------------ | ---- | ----- | ---------- | --------------- | ---------------------- |
| 2013/14 | Agentura 64 Grygov | 2275 | 12.   | 0,5        | 3               | 16,7 %                 |

### Československá extraliga družstev žen
Čtyřikrát hrála v Československé extralize družstev žen za družstvo SK Slavia Orlová vždy na 2. šachovnici a získala tři zlaté a jednu stříbrnou medaili.
| Sezona | Klub             | Elo  | Deska | Počet bodů | Odehráno partií | Umístění týmu |
| ------ | ---------------- | ---- | ----- | ---------- | --------------- | ------------- |
| 2009   | SK Slavia Orlová | 2110 | 2.    | 6,5        | 7               | 1.            |
| 2010   | SK Slavia Orlová | 2191 | 2.    | 5,5        | 7               | 1.            |
| 2011   | SK Slavia Orlová | 2242 | 2.    | 5,5        | 7               | 1.            |
| 2012   | SK Slavia Orlová | 2247 | 2.    | 8,0        | 9               | 2.            |